# Feški sporazum
Feški sporazum je mirovni sporazum sklopljen u gradu Fesu kojim je završena Druga marokanska kriza. Sporazum je potpisao marokanski sultan Abdul Hafid, 30. ožujka 1912. s predstavnicima Francuske, Njemačke i Španjolske:
- Abdul Hafid se odrekao suvereniteta Maroka i priznao francuski protektorat,
- Njemačka se odrekla prava na Maroko i u zamjenu dobila dio francuskog Konga (današnji Kamerun),
- Španjolska dobiva pojas posjeda na sjeveru Maroka (španjolski Maroko).

Zaključenjem sporazuma, nepovoljnog za Maroko, prisilio je Abdula Hafida na abdikaciju. Na duži rok, skoro je doveo do raspada države i utjecao na izbijanje Rifskog rata.